# Céčka

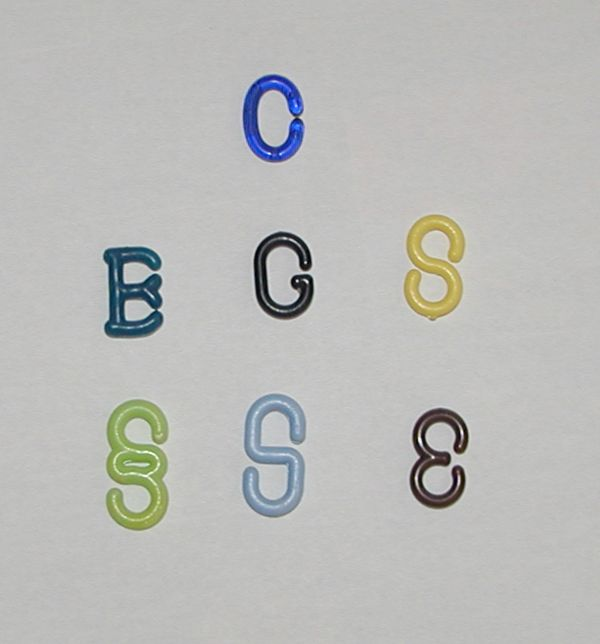
Kromě céček různých barev, průhledných, perleťových, se později začaly objevovat na trhu další tvary; eska, géčka, éčka, paragrafy apod.

Céčka jsou plastové výlisky ve tvaru písmena C, původně vyráběné jako součásti závěsů do oken a dveří, které se v 80. letech 20. století staly u československých dětí a dorostenců, zvaných také Husákovy děti, cenným sběratelským artiklem. Kolem céček se spontánně rozpoutalo doslova šílenství – „céčková horečka“. V podmínkách tzv. normalizace vyjadřovalo jejich vlastnictví sociální status držitele. V roce 2010 se na českém trhu céčka objevila znovu – jistá firma je vyrábí a dodává do obchodních řetězců prodejen s hračkami.

## Praktiky spojené s céčky
Tyto plastové výlisky ve tvaru písmene „C“ (o velikosti kolem 1,5 cm), které bylo možno secvaknutím řetězit, sloužily:
- na hraní,
- jako módní doplněk
- platidlo pro výměnný obchod
- sázka do hry čára

### Směnný obchod
Spolu s tím, jak se na trhu objevily i jiné tvary céček (S, 3, B, D, E, §, …), popřípadě jiné materiály, z kterých céčka byla vyrobena (perleť, průhledný plast, fosforeskující plast), byly stanoveny „směnné kurzy“ mezi těmito vzácnějšími kusy, kde „zúčtovací jednotkou“ bylo jedno céčko z běžného plastu.

### Čára
S céčky děti hrály tzv. čáru – hazardní hru, při níž se céčka nebo svazky z nich zřetězené házely k pro tento účel označené čáře a ten, kdo k ní dohodil nejblíže, vyhrál céčka ostatních hráčů. Hra byla doplněna o dodatečná pravidla (která se mohla lokálně lišit), například, že v případě, kdy byla céčka dvou nebo více hráčů ve stejné vzdálenosti od sebe, následoval „rozstřel“, kdy pouze tito hráči hodili ještě jednou a vítěz bral všechno.

## Odkaz v kultuře
Fenomén céček byl silný a lze jej zaznamenat například v textu písně "Céčka, sbírá céčka" z roku 1984 tehdejší české diskotékové hvězdy Michala Davida. 
Céčka jsou dvakrát zmíněna i v písni Pochodové cvičení od písničkáře Slávka Janouška.
Okradení dívek o céčka je zmíněno ve Velkém pitavalu z malé republiky Ivo Jahelky.